# Joaquín Panichelli
Joaquín Panichelli (Córdoba, Argentina, 7 de octubre de 2002) es un futbolista argentino que actualmente se desempeña como delantero en el R. C. Estrasburgo, de la Ligue 1 de Francia. 

## Trayectoria

### Inicios
Nacido en la Ciudad de Córdoba, Argentina, comienza su formación en el Club Racing de Córdoba, pasando luego al Club Atlético Belgrano y el Club  Atalaya de Córdoba.

### Club Atlético River Plate
En febrero de 2020, luego de haber entrenado un mes en Boca Juniors y no cerrar la negociación, se oficializó su pase al  Club Atlético River Plate de Buenos Aires, para formar parte de sus divisiones inferiores. Luego de reiteradas actuaciones destacadas en la Cuarta División, fue convocado por Borrelli y Fermani para jugar el Torneo de Reserva, donde jugó 23 de los 24 partidos, anotó 12 goles y brindó dos asistencias. 
Joaquín Panichelli, con 19 años, fue convocado por primera vez al primer equipo de River Plate durante la gestión de Marcelo Gallardo, específicamente para el partido ante Talleres de Córdoba el 24 de septiembre de 2022, correspondiente a la fecha 21 de la Liga Profesional.  Sin embargo, no llegó a debutar oficialmente en la Primera División del club. 

### Deportivo Alavés
En enero de 2023, es fichado por el Deportivo Alavés, club español ubicado en la ciudad de Vitoria, para jugar en su filial en la cuarta categoría nacional.En su primera campaña, el futbolista alternó el filial, donde marcó dos goles en siete partidos, con el primer equipo. Posteriormente debutó profesionalmente en el primer equipo del Deportivo Alavés  en el empate 1-1 ante Granada, el 5 de mayo de 2023. 
Una grave lesión en el tramo final de la temporada 2022-23 lo mantuvo alejado de los terrenos de juego hasta febrero de 2024. Pero tras un comprometido proceso de recuperación, regresó totalmente integrado a la dinámica del primer equipo, lo que le llevó a debutar en la máxima categoría del fútbol español ante el FC Barcelona en Estadio de Mendizorroza. 

### Club Deportivo Mirandés
El 19 de agosto de 2024, se confirma su cesión al C.D. Mirandés hasta final de temporada.
Joaquín Panichelli tuvo una destacada temporada 2024/25 en el Deportivo Mirandés, donde jugó un total de 44 partidos oficiales, marcando 21 goles y dando 8 asistencias. Su promedio goleador fue cercano a 0,5 tantos por partido, lo que lo convirtió en el máximo artillero del equipo y una de las grandes revelaciones de la Segunda División de España.
Su rendimiento fue clave en la campaña del Mirandés, que a fuerza de buenos rendimientos tanto individuales como colectivos, ha logrado una hazaña sin precedentes al clasificarse por primera vez en su historia para el playoff de ascenso a la máxima categoría del fútbol español. 
Pese a que no consiguió el objetivo tras perder en la final frente al Real Oviedo, tomó gran repercusión por los aficionados, considerando que, hace menos de un año, el equipo luchaba por evitar el descenso con una plantilla de jugadores reducida. 
Panichelli fue uno de los jugadores más determinantes del Mirandés en la fase de playoff de ascenso. El alto nivel mostrado por despertó el interés de diversos clubes europeos. Finalmente, fue transferido al Racing de Estrasburgo, club que milita en La Ligue 1 de Francia en julio de 2025. 

## Estadísticas

### Clubes
Actualizado hasta su último partido disputado el 17 de agosto de 2025.
| Club                          | Div.          | Temporada     | Liga  | Liga  | Liga   | Copas nacionales | Copas nacionales | Copas nacionales | Torneos internacionales | Torneos internacionales | Torneos internacionales | Total | Total | Total  | Media goleadora |
| Club                          | Div.          | Temporada     | Part. | Goles | Asist. | Part.            | Goles            | Asist.           | Part.                   | Goles                   | Asist.                  | Part. | Goles | Asist. | Media goleadora |
| ----------------------------- | ------------- | ------------- | ----- | ----- | ------ | ---------------- | ---------------- | ---------------- | ----------------------- | ----------------------- | ----------------------- | ----- | ----- | ------ | --------------- |
| Deportivo Alavés "B" · España | 2.ª F         | 2022-23       | 7     | 2     | 0      | —                | —                | —                | —                       | —                       | —                       | 7     | 2     | 0      | 0.29            |
| Deportivo Alavés "B" · España | Total club    | Total club    | 7     | 2     | 0      | 0                | 0                | 0                | 0                       | 0                       | 0                       | 7     | 2     | 0      | 0.29            |
| Deportivo Alavés · España     | 2.ª           | 2022-23       | 4     | 0     | 0      | —                | —                | —                | —                       | —                       | —                       | 4     | 0     | 0      | 0.00            |
| Deportivo Alavés · España     | 1.ª           | 2023-24       | 8     | 0     | 0      | —                | —                | —                | —                       | —                       | —                       | 8     | 0     | 0      | 0.00            |
| Deportivo Alavés · España     | Total club    | Total club    | 12    | 0     | 0      | 0                | 0                | 0                | 0                       | 0                       | 0                       | 12    | 0     | 0      | 0.00            |
| C. D. Mirandés · España       | 2.ª           | 2024-25       | 44    | 21    | 8      | —                | —                | —                | —                       | —                       | —                       | 44    | 21    | 8      | 0.48            |
| C. D. Mirandés · España       | Total club    | Total club    | 44    | 21    | 8      | 0                | 0                | 0                | 0                       | 0                       | 0                       | 44    | 21    | 8      | 0.48            |
| R. C. Estrasburgo Francia     | 1.ª           | 2025-26       | 1     | 1     | 0      | —                | —                | —                | —                       | —                       | —                       | 1     | 1     | 0      | 1.00            |
| R. C. Estrasburgo Francia     | Total club    | Total club    | 1     | 1     | 0      | 0                | 0                | 0                | 0                       | 0                       | 0                       | 1     | 1     | 0      | 1.00            |
| Total carrera                 | Total carrera | Total carrera | 64    | 24    | 8      | 0                | 0                | 0                | 0                       | 0                       | 0                       | 64    | 24    | 8      | 0.37            |
| 1.                            |               |               |       |       |        |                  |                  |                  |                         |                         |                         |       |       |        |                 |